# Eilema vadoniana
Eilema vadoniana là một loài bướm đêm thuộc phân họ Arctiinae, họ Erebidae.